# Biston pura
Biston pura  är en fjärilsart som beskrevs av William Warren 1894. Biston pura  ingår i släktet Biston och familjen mätare, Geometridae. Inga underarter finns listade i Catalogue of Life.